# 거유
거유(巨乳)는 커다란 가슴을 뜻하는 용어(일본어)이다.

## 같이 보기
- 폭유